# 바치키슈쿤주

바치키슈쿤주의 위치

바치키슈쿤주(헝가리어: Bács-Kiskun megye)는 헝가리 남부에 위치한 주로 주도는 케치케메트이며 면적은 8,445km2, 인구는 534,000명, 인구 밀도는 63명/km2이다. 헝가리에서 면적이 가장 넓은 주이며 2개 도시주(케치케메트, 버여)와 11개 구(바철마시구, 버여구, 야노슈헐머구, 컬로처구, 케치케메트구, 키슈쾨뢰시구, 키슈쿤펠레지하저구, 키슈쿤헐러시구, 키슈쿤머이셔구, 쿤센트미클로시구, 티서케치케구), 21개 시, 97개 마을을 관할한다.
서쪽으로는 버러녀주와 톨너주, 페예르주와 접하고 있고 북쪽으로는 페슈트주, 동쪽으로는 야스너지쿤솔노크주, 촌그라드처나드주와 접한다. 다뉴브강과 티서강이 흐르며 남쪽으로는 세르비아와 국경을 접한다.

주기
주 문장